# Astacopsiphagus parasiticus
Astacopsiphagus parasiticus is een mijtensoort uit de familie van de Halacaridae. De wetenschappelijke naam van de soort is voor het eerst geldig gepubliceerd in 1931 door Viets.